# مادريغال ديل مونتو
بلدية مادريغال ديل مونتو (بالإسبانية: Madrigal del Monte)‏, هي إحدى بلديات مقاطعة برغش, التي تقع في منطقة قشتالة وليون, والتي تقع في شمال غرب إسبانيا.
يبلغ عدد سكانها 197 نسمة وفقاً لإحصائية سنة (2002).